# Belvosia bicincta
Belvosia bicincta là một loài ruồi trong họ Tachinidae.